# 吉福德 (南卡罗来纳州)
吉福德（英文：Gifford），是美国南卡罗来纳州下属的一座城市。城市类型是“Town”。其面积大约为0.97平方英里（2.5平方公里）。根据2010年美国人口普查，该市有人口288人，人口密度约为每平方 英里297.83人（约合每平方公里115人）。